# アンティグア・バーブーダの都市の一覧

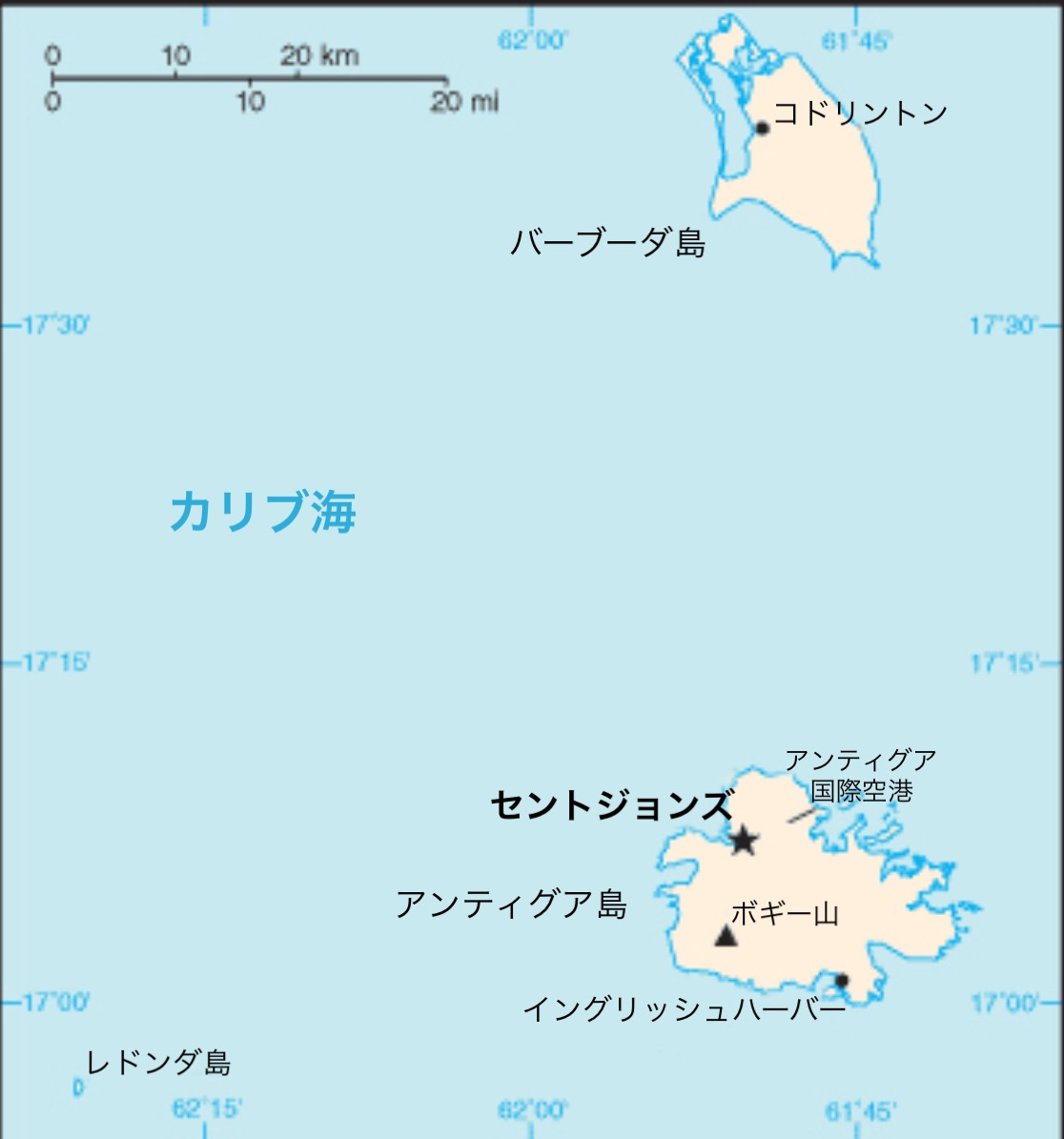
アンティグア・バーブーダの地図

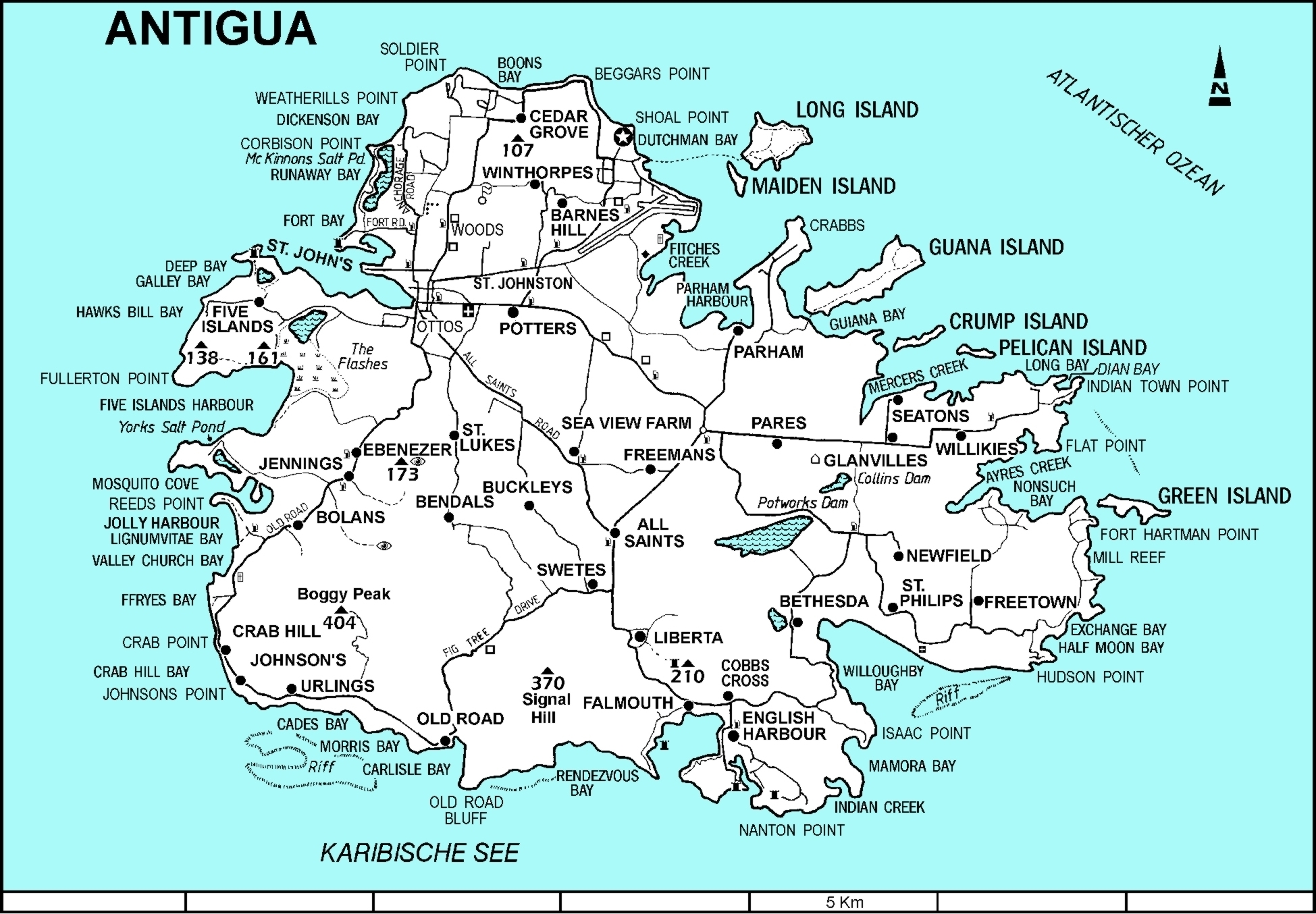
アンティグア島の地図

アンティグア・バーブーダの都市の一覧（-としのいちらん）。首都はセントジョンズで、同国で唯一市（City）を名乗っている。

## 人口上位10都市 (2001年)
| 順位 | 名称                   | 英語名          | 人口   | 行政区画                                                     |
| ---- | ---------------------- | --------------- | ------ | ------------------------------------------------------------ |
| 1    | セントジョンズ         | St. John's      | 24,451 | セント・ジョン教区                                           |
| 2    | オール・セインツ       | All Saints      | 3,900  | セント・ジョン教区、セント・ピーター教区、セント・ポール教区 |
| 3    | リベルタ               | Liberta         | 2,560  | セント・ポール教区                                           |
| 4    | ポッターズ・ヴィレッジ | Potters Village | 2,066  | セント・ジョン教区                                           |
| 5    | ボランス               | Bolans          | 1,888  | セント・メアリー教区                                         |
| 6    | スウィーツ             | Swetes          | 1,837  | セント・ポール教区                                           |
| 7    | シービュー・ファーム   | Seaview Farm    | 1,684  | セント・ジョージ教区                                         |
| 8    | パーハム               | Parham          | 1,491  | セント・ピーター教区                                         |
| 9    | ピゴッツ               | Pigotts         | 1,478  | セント・ジョージ教区                                         |
| 10   | クレア・ホール         | Clare Hall      | 1,359  | セント・ジョン教区                                           |

## その他の都市
- カーライル（Carlisle）
- コドリントン（Codrington）
- イングリッシュ・ハーバー（英語版）（English Harbour）
- オズボーン（英語版）（Osbourn）
- ウィリキーズ（Willikies）